# André Grobéty
André Grobéty (Genève, 22 juni 1933 - 20 juli 2013) was een Zwitsers voetballer die speelde als verdediger.

## Carrière
Grobéty maakte zijn profdebuut bij Servette in 1951 en speelde er tot in 1958. In 1958 maakte hij de transfer naar Lausanne-Sport, hij werd landskampioen in 1965 en won de beker in 1962 en 1964. Hij eindigde zijn carrière bij FC Meyrin.
Hij speelde 41 interlands voor Zwitserland waarin hij één keer kon scoren. Hij nam met zijn land deel aan het WK 1962 in Chili en aan het WK 1966 in Engeland.

## Erelijst
- Lausanne-Sport
  - Landskampioen: 1965
  - Zwitserse voetbalbeker: 1962, 1964